# Nicole McClure
Nicole Althea McClure (* 16. November 1989 in Jamaica, Queens) ist eine jamaikanisch-US-amerikanische Fußballnationalspielerin.

## Leben
McClure wurde als Tochter eines Jamaikaners und einer US-Amerikanerin in Jamaica Village in Queens, im Bundesstaat New York geboren. Zwischen 2003 und 2007 besuchte sie die Benjamin N. Cardozo High School in Bayside, Queens im Bundesstaat New York. Nach ihrem Abschluss im Frühjahr 2007 schrieb sie sich für ihr Kommunikationswissenschafts-Studium an der University of Hawaiʻi at Mānoa auf Hawaii ein, sie besuchte die Universität bis Frühjahr 2009 und ging dann für ihren zweiten Studienzweig in Bachelor of Arts an die University of South Florida. In Florida machte sie im Frühjahr 2011 ihren Alma Mater, im Bachelor of Arts.

### Karriere

#### Im Verein
McClure begann ihre Vereinskarriere 2003 bei den East Meadow Shooting Stars. Sie setzte hier in den Schulferien ihre Karriere fort, spielte in der Schulzeit jedoch für das Women Soccer Team der Cardozo High School, den Cardozo Judges. In ihrem letzten Schuljahr spielte sie ebenfalls für die East Meadow Shooting Stars, bevor sie sich im Herbst 2007 an der University of Hawaiʻi at Mānoa einschrieb. McClure spielte in der Zeit des Studiums ebenfalls im Women Soccer Team der Hawaii Rainbow Wahine, bevor sie ihr Studium an der University of South Florida fortsetzte. McClure wurde auf Anhieb Leistungsträgerin und Stammtorhüterin der USF Bulls und ließ ihre Karriere in den Semesterferien 2010 in der W-League bei den Tampa Bay Hellenic ausklingen. Im August 2010 kehrte sie zu den USF Bulls zurück. Dort spielte sie bis zu ihrem Abschluss im Frühjahr 2012, bevor McClure einen Vertrag beim isländischen Landsbankadeild Verein UMF Selfoss unterschrieb. Sie spielte ein halbes Jahr für Selfoss und verließ den Verein im Sommer, um in der deutschen Frauen-Bundesliga ein Probetraining beim SC Freiburg zu absolvieren. Sie fiel beim Probetraining in Freiburg zwar durch, konnte aber beim Testspiel gegen Neunkirch, den Schweizer Zweitligisten FC Neunkirch überzeugen. So wechselte sie im späten September 2012 in die Schweiz zum FC Neunkirch. Sie kam jedoch in der Saison 2012/13 in der zweiten Schweizer Liga nicht über die Reservistenrolle hinaus und wechselte daher im Mai 2013 zurück nach Island zum HK/Vikingur. Bei Vikingur fand sie zurück zur alten Stärke und verkündete ihren Wechsel nach der Saison in die schwedische Division 1 zum Östersunds DFF.

#### Nationalmannschaft
McClure gehört seit 2009 neben ihrer ehemaligen Vereinskameradin Donna Henry zur jamaikanischen Fußballnationalmannschaft der Frauen.